# ینس براتلیه
ینس براتلیه (نروژی: Jens Bratlie؛ ۱۷ ژانویه ۱۸۵۶ – ۱۵ سپتامبر ۱۹۳۹) یک حقوقدان و افسر ارتش نروژ بود. وی از اعضای حزب محافظه کاربود و در طول حیات سیاسی خویش، چندین بار به  نمایندگی در مجلس ملی نروژ، انتخاب شد. همچنین وی، از فوریه ۱۹۱۲ تا ژانویه ۱۹۱۳ نخست‌وزیر نروژ بود و همزمان سرپرستی ۲ وزارتخانه دفاع و حسابرسی را نیز بر عهده داشت.
ینس براتلیه، هم در مقام نخست وزیر و هم به عنوان نماینده پارلمان، بیشتر درگیر مسائل نظامی بود. به همین جهت، بنابر ملاحظات نظامی و دفاعی، دید وی نسبت به تداوم اتحاد با سوئد، تا حدودی مثبت بود. همچنین ینس براتلیه، به ویژه، در سازماندهی ارتش نروژ، در سال ۱۹۰۹م، نقشی تعیین کننده داشت.

## پیشینه
ینس براتلیه، در سال ۱۸۸۰م، از دانشکده نظامی فارغ‌التحصیل شد. در سال ۱۸۸۵م، در امتحانات پایانی رشته حقوق موفق شد و مدرک وکالت دریافت نمود. سپس بین سالهای ۱۸۸۶ تا ۱۸۸۹م، در مقام دستیار به وکالت مشغول بود. پس از چند سال، که به عنوان منشی در سفرهای مأموریتی، در وزارت دفاع نروژ، مشغول خدمت بود؛ در سال ۱۸۹۳م، به درجه کاپیتانی، که تقریباً معادل سروانی بود، رسید، در سال ۱۸۹۸م، کمیسر عمومی جنگ؛ و همچنین از سال ۱۹۰۶م، دادستان کل تشکیلات قضایی ارتش نروژ شد. وی از سال ۱۹۰۰ تا ۱۹۱۲م؛ و نیز از ۱۹۱۶تا ۱۹۱۸م، به نمایندگی از مردم پایتخت نروژ، در مجلس ملی نروژ حضور داشت و بنابر تقسیمات مجلس در آن زمان، از سال ۱۹۰۶م، ریاست مهمترین بخش  مجلس که شامل ۲/۳ کل اعضاء می‌شد را برعهده داشت.

تجارب قبلی ینس براتلیه، از ۲ حوزه مختلف نظامی و حقوقی، برای مشاغل دولتی، گرچه یک امتیاز محسوب می‌شد، اما در عین حال، وی را از حلقه کارشناسان متخصص، که در محیط پایتخت نروژ، در دهه ۱۸۸۰م، به شدت، متأثر از فضای سیاسی محافظه کاری بودند، خارج می‌کرد. تا اواخر قرن نوزدهم میلادی، این محیط سختگیر و محافظه کار، نوعی بحران، در امور استخدام دوات نروژ ایجاد کرده بود که به دنبالش ناگزیر، دَرِ مشاغل دولتی، به روی جوانان با استعدادی مانند ینس براتلیه، باز شد.

 در سالهای دهه ۱۸۹۰م، حزب محافظه‌کار در مورد تداوم تعلق نروژ به اتحادیه سوئد-نروژ، دچار اختلافات درونی بود. یک گروه دیدی نسبتاً منطقی و اما منفی نسبت به این اتحادیه داشتند؛ و در مقابل گروهی دیگر از جمله براتلیه، بر جوانب مفید این اتحادیه اصرار می‌کردند. اتخاذ چنین موضعی توسط ینس براتلیه، باعث نزدیکی و دوستی  ولیعهد وقت با وی شده بود. اما رقبای سیاسی وی از این دوستی خشنود نبودند. این اختلاف نظر از همان دوران دانشجویی در دانشکده افسری شروع شده بود. گروهی از محافظه کاران از جمله براتلیه، خواستار تشکیل ارتشی با قابلیت تحرک بودند و در مقابل گروهی از لیبرال‌ها به ساخت استحکامات دفاعی در مقابل سوئد فکر می‌کردند.

به دنبال تحولات سال ۱۹۰۵م، در نروژ، این اختلافات تا حد زیادی کنار گذاشته شد و به عنوان نماینده در مجلس ملی نروژ، براتلیه، موفق شد پاره ای از نظرات خود را در سال ۱۹۰۹م، در ساختار ارتش نروژ اعمال کند. در سال ۱۹۱۲م، وولرت کونوو که به جناح لیبرال تعلق داشت، مجبور به استعفاء شد و براتلیه، بی آنکه چندان در قید سیاستهای سختگیرانه جناح محافظه کار باشد، به عنوان نخست‌وزیری محافظه کار جانشین وی شد، اما در عمل به شدت به جامعه دهقانی نروژ وابستگی داشت.

در طول جنگ جهانی اول، براتلیه، سخت تلاش کرد تا ذخایر غلات مورد نیاز نروژ را تضمین کند. این مسئله حتی از پیش از آغاز جنگ منجر به بروز اختلافات سیاسی شده بود. در این میان براتلیه، سیاست محتاطانه ای پیش گرفت که در آن تا حدی، وضعیت دهقانان نروژی نیز ملاحظه شده بود. در کل ینس براتلیه، ضمن پایبندی به اصول محافظه کاران، تمایل به همکاری با جناح لیبرال را داشت، اما در مقابل سوسیالیست‌ها خطوط مشخصی را ترسیم می‌کرد. شکست حزب محافظه‌کار در انتخابات سال ۱۹۱۲م، برای ینس براتلیه، یک فاجعه سرنوشت ساز بود. هر چند که وی تا سال ۱۹۱۹م، رسماً رهبر حزب بود، اما عملاً در سال ۱۹۱۸م، برای نامزدی در انتخابات  مجلس ملی نروژ، پیشنهاد نشد.